# Мясников, Гавриил Ильич
Гаврии́л Ильи́ч Мяснико́в (25 февраля 1889, Березовка, Чистопольский уезд, Казанская губерния, Российская Империя — 16 ноября 1945, Москва, СССР) — русский рабочий-революционер, публицист, один из лидеров мотовилихинских большевиков. Один из инициаторов убийства великого князя Михаила Александровича. Член ВЦИК. Член «Рабочей оппозиции» и лидер «Рабочей группы» в РКП(б). Сторонник теории госкапиталистической природы СССР. Эмигрант-«возвращенец». Расстрелян в Москве по обвинению в измене Родине.

## Биография
Родился в деревне Березовка Чистопольского уезда Казанской губернии. Его отец занимался торговлей, владел деревенской лавкой. Гавриил не захотел идти по родительскому пути и в 1902 году окончил в Чистополе низшую ремесленную школу, где ученики получали навыки рабочих профессий.
Весной 1905 года приехал в Пермь, узнав, что там на крупных заводах хорошие заработки в связи с военными заказами — продолжалась Русско-японская война. Был принят учеником слесаря на орудийный завод в Мотовилихе. В мае 1905 года вступил в партию социалистов-революционеров, но в сентябре 1905 года покинул её и стал членом РСДРП.
Участвовал в митингах и забастовках, вступил в группу боевиков, занявшейся экспроприацией оружия. При попытке использовать добытый револьвер против казаков был схвачен и осуждён к двум годам восьми месяцам каторжных работ, но как несовершеннолетнему, ему заменили каторгу ссылкой. В июне 1908 года, на третий день после прибытия на место поселения (в Иркутской губернии) он бежал и отправился в Тюмень к сосланным туда товарищам. Открыто ходил к ним, чем вызвал массовые аресты ссыльных и был арестован сам. Сын одного из арестованных тогда — писатель Ю. В. Трифонов констатировал: «В тюрьме Мясникова свои же избили до полусмерти, и за дело». Затем последовали новые побеги и аресты. В 1914—1917 годах содержался в Орловском каторжном централе, где, судя по медицинскому акту, «занимался разрешением религиозных вопросов и самобичеванием». По одной из версий, этот период стал для него временем сумбурного и бессистемного, но прилежного самообразования.
После освобождения в марте 1917 года он быстро стал любимцем публики, говорил «уверенно, безапелляционно, сильно жестикулируя, речь пересыпал образными сравнениями, разъяснял политику партии большевиков и отвечал на вопросы просто и понятно». Слушателей привлекал и его несколько неряшливый внешний вид («свой мужик») по сравнению с другими ораторами.

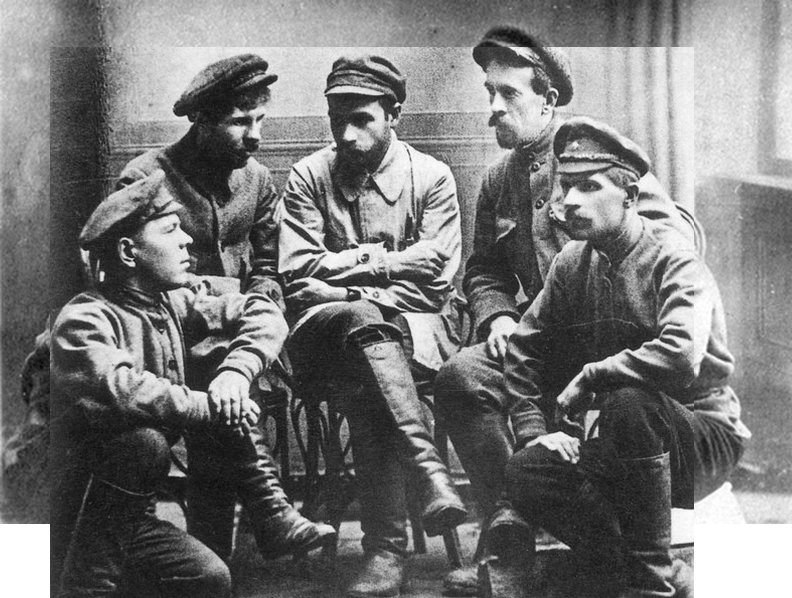
Фотография на память после совершения убийства. Слева направо: А. В. Марков, Н. В. Жужгов, Г. И. Мясников, В. А. Иванченко, И. Ф. Колпащиков

Вернулся в Мотовилиху, в мае 1917 года был избран в районный Совет рабочих и солдатских депутатов, а в октябре 1917 года стал его председателем. Был делегатом III съезда Советов, на котором был избран в состав ВЦИК. С 27 мая 1918 года переведён по решению Мотовилихинского совета на работу в Пермскую ЧК, став заместителем её председателя. По собственным заявлениям, инициатор расстрела Великого князя Михаила Александровича. В своих последующих воспоминаниях описал свои сомнения периода планирования этого деяния:

Но что же я буду делать с этими двенадцатью, что охраняют Михаила? Ничего не буду делать. Михаил бежал. ЧК их арестует и за содействие побегу расстреляет. Значит, я провоцирую ЧК на расстрел их?
А что же иначе? Иного выхода нет. Выходит так, что не Михаила одного убиваю, а Михаила, Джонсона, 12 апостолов и двух женщин — какие-то княжны или графини, и, несомненно, жандармский полковник Знамеровский. Выходит ведь 17 человек. Многовато. Но иначе не выйдет. Только так может выйти…
Собирался убить одного, а потом двух, а теперь готов убить семнадцать!

Да, готов. Или 17, или реки рабоче-крестьянской крови… Революция это не бал, не развлечение. Думаю, даже больше, что если всё сойдет гладко, то это послужит сигналом к уничтожению всех Романовых, которые ещё живы и находятся в руках Советской власти.— Мясников Г. И. Философия убийства, или Почему и как я убил Михаила Романова.
В июне 1918 года допрашивал арестованного архиепископа Андроника, причём задавал вопросы в основном на богословские темы. Некоторые пермские исследователи уверены, что эти ночные допросы, превратившиеся уже в беседы, серьёзно повлияли на Мясникова. Он стал требовать от члена коллегии Пермской ЧК П. И. Малкова отмены смертного приговора, а после убийства Андроника, по воспоминаниям тогдашнего заместителя председателя Пермского губисполкома В. Ф. Сивкова, «…готов был нас с Малковым в порошок стереть за то, что приговор о расстреле Андроника был приведён в исполнение». После этого Мясников бросил работу в ЧК.
В конце августа 1918 года был избран председателем Мотовилихинского райкома РКП(б). В это время в Перми и Мотовилихе начался продовольственный кризис, голодающее население обвиняло в этом советскую власть. В начале декабря общее собрание рабочих Мотовилихи выдвинуло требования по улучшению снабжения, отмене смертной казни без суда и следствия и т. д. В ответ был создан Военно-революционный комитет, в состав которого вошёл и Мясников. Было арестовано более 100 рабочих, многие были расстреляны.
В декабре 1918 года, в связи с приближением к Перми частей Белой армии, уехал в Казань и через некоторое время был назначен политическим комиссаром 16-й дивизии РККА (19 мая — 1 августа).
В августе 1919 года вернулся в Пермь и стал работать в губкоме РКП(б), где занимал должности заведующего отделом по работе в Красной Армии, заместителя председателя губкома партии. В марте 1920 года пленум губернского комитета ВКП(б) избрал его своим председателем. В октябре 1920 года он по распоряжению ЦК РКП(б) выехал на работу в Петроград.
Весной 1921 года вернулся в Пермскую губернию, назначен на должность помощника директора завода, на котором когда-то был рабочим. В 1920—1922 годах вёл оппозиционную деятельность в РКП(б), входил в «рабочую оппозицию», после её разгрома основал так называемую «Рабочую группу». Известна полемика Ленина с Мясниковым.
В мае 1921 года самостоятельно издал для распространения среди коммунистов и членов ЦК партии «Докладную записку», в которой были сформулированы требования и предложения общей либерализации большевистского режима, в частности, свободы слова и печати — «чтоб наша партия стала в глазах пролетариата не комищейкой, а комячейкой». «Надо создать условия, — писал он, — при которых не только свобода мнений внутри партии не подавляется… но надо сделать, чтобы весь мир видел, что мы пропаганды и агитации белогвардейцев всех сортов и оттенков не боимся». Помимо этого, предлагал победить засилье бюрократизма путём «оживления Советов» (подобно Л. Б. Каменеву, писавшему: «Сейчас необходимо Советы возродить и превратить их в живые, связанные с массами органы»). Идеи Мясникова получили название «мясниковщина», и в полемику с ним вступил сам В. И. Ленин:258. «Докладная записка» и ещё несколько произведений были напечатаны в сборнике «Дискуссионный материал (Тезисы тов. Мясникова, письмо тов. Ленина, ответ ему, постановление Организ. Бюро Цека и резолюция мотовилихинцев)» для обсуждения среди членов партии.
Я сел писать Вам ответ. Повидаться, к сожалению, не удастся. Постараюсь доставить Вам мой ответ сегодня или завтра. Хотел бы иметь ответное письмо от Вас.В. И. Ленин, «Телефонограмма Г. И. Мясникову», 5 августа 1921
20 февраля 1922 года был исключён из РКП(б), но продолжал вести пропаганду в Мотовилихе и соседних регионах. В 1923 году был отправлен на работу в советское посольство в Германии, за границей издал «Манифест». Осенью того же года был арестован в СССР, провёл три с половиной года в заключении: сначала в Вятской (Орловской), затем в Томской тюрьме. Весной 1927 года был освобождён и сослан в Ереван. 7 ноября 1928 года, выпрыгнув на ходу из поезда Ереван — Джульфа, маршрут которого проходил вдоль государственной границы, переплыл Аракс и оказался в Персии.
В 1930 году эмигрировал во Францию. В 1931 году написал брошюру «Очередной обман», в которой утверждал, что в СССР свёрнуто рабочее государство, а бюрократия установила однопартийный госкапиталистический режим. Короткое время жил у Троцкого. Был рабочим на металлургическом заводе.
В 1941 году был арестован гестапо в советском посольстве, но бежал в неоккупированную зону в Тулузу. 18 декабря 1944 года, получив приглашение советского посольства, возвратился в Москву, 17 января 1945 года снова был арестован.
На допросах утверждал, что в Виши он был арестован по обвинению в терроризме и отправлен в концлагерь в районе Тулузы, затем переведён в немецкий лагерь «Сулак», из которого в 1943 году сбежал, после чего жил в Париже по чужим документам. В действительности, судя по делу французской полиции, он действительно был арестован, но, скорее всего, из-за истечения срока карточки, утверждавшей его как рабочего-иностранца. На два месяца был интернирован в лагерь Récébédou, после чего его направили на подневольную работу в организацию Тодта, строящую оборонительные сооружения (Атлантический вал) на юго-западе Франции. В концлагере он после этого не содержался. В июле 1943 года был освобождён от принудительных работ, после чего легально жил в Париже вплоть до его освобождения. Однако Мясников об этом умолчал, так как знал, что МГБ даже принудительные работы на нацистов может рассматривать как «пособничество врагу». Также он на допросах утверждал, что прекратил вообще какую-либо деятельность против ВКП(б) к 1938 году, во время временного проживания у Троцкого, которое обозначил как несколько суток, и от которого, по своим словам, получил 35 долларов, о политике даже не говорил, а разрешение вернуться в СССР воспринял и как разрешение на легальную оппозиционную политическую деятельность. 24 октября приговорён Военной коллегией Верховного суда СССР к высшей мере наказания (по ст. 58-1а УК РСФСР: Измена Родине: расстрел с конфискацией имущества):

Предварительным и судебным следствием установлено, что подсудимый Мясников, являясь непримиримым врагом Советского государства, начиная с 1920 года стал на путь организованной борьбы против Советской власти и в 1928 г., изменив Родине, бежал за границу. Находясь в Турции, Мясников установил организационную связь с врагом народа Троцким, а затем, проживая во Франции до 1945 года, продолжал свою предательскую деятельность, группируя вокруг себя разные антисоветские элементы, написав, кроме того, ряд брошюр и статей антисоветского клеветнического характера.
Мясников своей враждебной деятельности против Советского государства не прекращал до дня его ареста в январе 1945 года. Таким образом доказана виновность подсудимого Мясникова в измене Родине, то есть в совершении преступления, предусмотренного ст. 58-1 а УК РСФСР.
На основании изложенного и руководствуясь ст.ст. 319 и 320 УПК РСФСР, Военная Коллегия Верховного Суда Союза ССР
ПРИГОВОРИЛА:

Мясникова Гавриила Ильича на основании ст.58-1а УК РСФСР подвергнуть высшей мере наказания — расстрелу, с конфискацией всего лично ему принадлежащего имущества.
16 ноября приговор был приведён в исполнение. 25 декабря 2001 года Мясников был реабилитирован.

## Семья
- Жена — Дарья Григорьевна Мясникова
- Сын — Мясников Юрий Гаврилович (1919—1942). Согласно данным ОБД Мемориал рядовой 130 СД 190 отд. сап.бат. Мясников Юрий Гаврилович убит 03.04.1942 г.[15]
- Сын — Дмитрий (1922—?)
- Сын — Мясников Борис Гаврилович (1923—1944). Согласно данным ОБД Мемориал лейтенант 462 ОИПТАП 11 ОИПТАБр. Мясников Борис Гаврилович убит 20.10.1944 г.

Все трое его сыновей погибли во время Великой Отечественной войны.

## Сочинения и публикации
- Деяния апостолов, или Святительская ложь. — Пермь, 1918.
- Дискуссионный материал (Тезисы тов. Мясникова, письмо тов. Ленина, ответ ему, постановление Организ. Бюро Цека и резолюция мотовилихинцев). Только для членов партии. — М., 1921.
- Очередной обман 1930.
- Заявление председателю СНК СССР, прокурору РСФСР и ОГПУ (1926)
- Философия убийства, или Почему и как я убил Михаила Романова / публ. Б. И. Беленкина и В. К. Виноградова // Минувшее : Ист. альм. — [Вып.] 18. — М. : Atheneum ; СПб. : Феникс, 1995. — С. 7—191 — В прил.: Мясников Г. И. Из автобиографии Мясникова: с. 137—152